# Hug I de Borgonya
Hug I de Borgonya (1057 - Cluny 1093), duc de Borgonya (1076-1079).

## Orígens familiars
Nasqué el 1057 sent el fill primogènit de l'infant de Borgonya Enric de Borgonya i la seva esposa Sibil·la de Barcelona. Era net per línia paterna del duc Robert I de Borgonya i Hèlia de Semur, i per línia materna del comte de Barcelona Berenguer Ramon I i Ermessenda de Carcassona. Fou germà del també duc de Borgonya Eudes I de Borgonya.

## Núpcies i descendents
Es casà el 1075 amb Sibil·la de Nevers, filla del comte Guillem I de Nevers. D'aquesta unió es desconeixen fills.

## Ducat de Borgonya
Per la prematura mort del seu pare el 1074 Hug fou designat hereu del seu avi. Tot i que acceptà el càrrec a la mort de Robert I el 1076 quatre anys després renuncià en favor del seu germà per participar al costat de Sanç III de Navarra en la lluita contra els musulmans.
Posteriorment Hug de Borgonya es retirà a la vida monàstica, arribant a ser abat del Monestir de Cluny, on morí el 29 d'agost de 1093.